# 近地轨道防护盾计划
近地轨道防护盾计划（NEOShield）是一个由欧盟资助、德国主要负责的防御小行星项目。预计将在2020年以前正式实施。该项目主要通过导弹炸毁、引力牵引和主动碰撞等手段，防范近地小行星撞击地球。